# Verena Gasslitter
Verena Gasslitter (* 12. Oktober 1996 in Kastelruth) ist eine ehemalige italienische Skirennläuferin. Sie war auf die Speed-Disziplinen Abfahrt und Super-G spezialisiert. Als größter Erfolg ihrer Karriere steht der Sieg in der Super-G-Disziplinenwertung der Europacup-Saison 2015 / 2016 zu Buche.

## Karriere
Gasslitter galt in ihrer Jugend als vielversprechendes Nachwuchstalent. Sie nahm im Februar 2013 am Europäischen Olympischen Jugendfestival in der rumänischen Stadt Brașov teil und erreichte dort neben dem Gewinn einer Goldmedaille im Riesenslalom auch den zweiten Platz mit der Mixed-Mannschaft im Parallel-Riesenslalom. Am 12. Dezember 2013 debütierte sie im Rahmen eines Riesenslalomwettbewerbes in Andalo in ihrer italienischen Heimat im zweitklassigen Europacup, schied allerdings im zweiten Lauf aus. Während sie sich bei der Juniorenweltmeisterschaft im März 2015 im norwegischen Hafjell noch mit einem siebten Rang in der Abfahrt als bester Platzierung zufriedengeben musste, sicherte sie sich ein Jahr später – Ende Februar 2016 im russischen Sotschi – hinter Nina Ortlieb und Valérie Grenier die Bronzemedaille im Super-G.
Zu diesem Zeitpunkt hatte sie bereits ihre erfolgreichste Phase im Europacup erlebt: Zwischen Mitte Dezember 2015 und Anfang Februar 2016 gelangen ihr dort fünf Podestplatzierungen, darunter am 4. Februar 2016 im schweizerischen Davos im Super-G ihr einziger Sieg. Am Ende der Saison gewann sie vor ihrer Landsfrau Lisa Magdalena Agerer auch die Disziplinenwertung im Super-G. Drei Tage nach ihrem Europacup-Sieg debütierte Gasslitter am 7. Februar 2016 im süddeutschen Garmisch-Partenkirchen im Weltcup im Super-G, schied aber im ersten Lauf aus. Von zahlreichen Verletzungen zurückgeworfen, vermochte sie nie, sich im Weltcup zu etablieren. Insgesamt trat sie in dieser höchsten Rennserie nur zu 14 Rennen an, von denen sie elf beendete und bei zweien in die Wertungspunkte fuhr.
Bei ihrem vierten Weltcuprennen – einem Super-G am 4. Dezember 2016 im kanadischen Lake Louise verdrehte sie sich beim letzten Sprung das linke Knie und zog sich beim anschließenden Sturz einen Kreuzbandriss zu; auch der Meniskus wurde in Mitleidenschaft gezogen. Kurz nach der Genesung erlitt sie einen weiteren Rückschlag, als sie am 27. September 2017 während einer Super-G-Trainingseinheit im südargentinischen Ushuaia gegen eine Torstange schlug, einen Ski verlor und sich im linken Bein einen komplexen Schien- und Wadenbeinbruch zuzog. Sie wurde noch direkt in Argentinien operiert; eine weitere Operation erfolgte im österreichischen Rum, wobei auch eine Verletzung im Schienbeinkopf behoben wurde. Während der Europacup-Abfahrt am 16. Januar 2021 im schweizerischen Crans-Montana – ihrem ersten Europacup-Rennen der Saison – stürzte Gasslitter, musste daraufhin abermals eine Saison vorzeitig beenden und wurde Ende Februar in Innsbruck erneut am Wadenbein operiert. Im April 2022 gab sie, auch auf Anraten der Ärzte, ihren Rücktritt vom professionellen Skisport bekannt. Als Grund führte sie ihre andauernden gesundheitlichen Probleme an und unterstrich, dass auch ihr Knie den Belastungen nicht mehr standhielte.

## Statistik

### Weltcup
- 2 Ergebnisse unter den besten 30

### Europacup
- 10 Podestplätze in Einzelrennen, davon 1 Sieg:

| Datum           | Land und Ort | Disziplin |
| --------------- | ------------ | --------- |
| 4. Februar 2016 | Davos        | Super-G   |

In der folgenden Tabelle sind Gasslitter Saisonleistungen in den einzelnen Europacupwertungen zusammengefasst:
| Saison  | Gesamt | Gesamt                              | Abfahrt                             | Abfahrt                             | Super-G                             | Super-G                             | Riesenslalom                        | Riesenslalom                        | Slalom                              | Slalom                              | Kombination                         | Kombination                         |                                     |
| Saison  | Platz  | Punkte                              | Platz                               | Punkte                              | Platz                               | Punkte                              | Platz                               | Punkte                              | Platz                               | Punkte                              | Platz                               | Punkte                              |                                     |
| ------- | ------ | ----------------------------------- | ----------------------------------- | ----------------------------------- | ----------------------------------- | ----------------------------------- | ----------------------------------- | ----------------------------------- | ----------------------------------- | ----------------------------------- | ----------------------------------- | ----------------------------------- | ----------------------------------- |
| 2013/14 | 150.   | 16                                  | –                                   | –                                   | 54.                                 | 11                                  | –                                   | –                                   | –                                   | –                                   | 40.                                 | 5                                   |                                     |
| 2014/15 | 47.    | 177                                 | 15.                                 | 46                                  | 12.                                 | 103                                 | 52.                                 | 28                                  | –                                   | –                                   | –                                   | –                                   |                                     |
| 2015/16 | 5.     | 569                                 | 8.                                  | 190                                 | 1.                                  | 340                                 | 40.                                 | 39                                  | –                                   | –                                   | –                                   | –                                   |                                     |
| 2016/17 |        | verletzungsbedingt keine Ergebnisse | verletzungsbedingt keine Ergebnisse | verletzungsbedingt keine Ergebnisse | verletzungsbedingt keine Ergebnisse | verletzungsbedingt keine Ergebnisse | verletzungsbedingt keine Ergebnisse | verletzungsbedingt keine Ergebnisse | verletzungsbedingt keine Ergebnisse | verletzungsbedingt keine Ergebnisse | verletzungsbedingt keine Ergebnisse | verletzungsbedingt keine Ergebnisse | verletzungsbedingt keine Ergebnisse |
| 2017/18 |        | verletzungsbedingt keine Ergebnisse | verletzungsbedingt keine Ergebnisse | verletzungsbedingt keine Ergebnisse | verletzungsbedingt keine Ergebnisse | verletzungsbedingt keine Ergebnisse | verletzungsbedingt keine Ergebnisse | verletzungsbedingt keine Ergebnisse | verletzungsbedingt keine Ergebnisse | verletzungsbedingt keine Ergebnisse | verletzungsbedingt keine Ergebnisse | verletzungsbedingt keine Ergebnisse | verletzungsbedingt keine Ergebnisse |
| 2018/19 |        | keine Teilnahme                     | keine Teilnahme                     | keine Teilnahme                     | keine Teilnahme                     | keine Teilnahme                     | keine Teilnahme                     | keine Teilnahme                     | keine Teilnahme                     | keine Teilnahme                     | keine Teilnahme                     | keine Teilnahme                     | keine Teilnahme                     |
| 2019/20 |        | keine Teilnahme                     | keine Teilnahme                     | keine Teilnahme                     | keine Teilnahme                     | keine Teilnahme                     | keine Teilnahme                     | keine Teilnahme                     | keine Teilnahme                     | keine Teilnahme                     | keine Teilnahme                     | keine Teilnahme                     | keine Teilnahme                     |
| 2020/21 |        | verletzungsbedingt keine Ergebnisse | verletzungsbedingt keine Ergebnisse | verletzungsbedingt keine Ergebnisse | verletzungsbedingt keine Ergebnisse | verletzungsbedingt keine Ergebnisse | verletzungsbedingt keine Ergebnisse | verletzungsbedingt keine Ergebnisse | verletzungsbedingt keine Ergebnisse | verletzungsbedingt keine Ergebnisse | verletzungsbedingt keine Ergebnisse | verletzungsbedingt keine Ergebnisse | verletzungsbedingt keine Ergebnisse |
| 2021/22 | 45.    | 179                                 | 13.                                 | 133                                 | 21.                                 | 46                                  | –                                   | –                                   | –                                   | –                                   | –                                   | –                                   |                                     |

### Weitere Erfolge
- 2 Siege in FIS-Rennen